# Myotis auriculus
Myotis auriculus é uma espécie de morcego da família Vespertilionidae.
Pode ser encontrada nos seguintes países: Guatemala, México e Estados Unidos da América.